# Iveta Miculyčová
Iveta Miculyčová (* 15. září 2005 Kostelecká Lhota) je česká cyklistka, která se věnuje disciplíně Freestyle BMX.
Původně hrála fotbal v žákovském týmu Hradce Králové, byla i členkou české mládežnické reprezentace. Od roku 2019 se zaměřila na cyklistiku, jejím trenérem je Michael Beran. V roce 2021 se při svém debutu v elitní kategorii stala první českou bikerkou, která zvládla backflip.
V roce 2022 se stala mistryní Evropy v soutěži Freestyle Park, když jako jediná předvedla trik cannon ball a porazila olympijskou vítězku Charlotte Worthingtonovou. Na světovém šampionátu v Abú Zabí v roce 2022 získala bronzovou medaili. Byla vlajkonoškou české výpravy na Evropských hrách 2023, kde získala zlatou medaili ve Freestyle Parku a zároveň obhájila evropský titul.
Na Olympijské hry 2024 v Paříži se kvalifikovala díky triku flair, což je backflip otočený o 180 stupňů.
Žije v Kostelci nad Orlicí a studuje požární ochranu na Střední průmyslové škole chemické v Pardubicích. Vyhrála anketu Král cyklistiky za rok 2022.